# Tyran (serial telewizyjny)
Tyran – (ang. Tyrant) amerykański serial telewizyjny wyprodukowany przez FX Productions, Keshet Media Group oraz Teakwood Lane Productions. Pomysłodawcami serialu są Howard Gordon i Gideon Raff. Jego premiera miała miejsce 24 czerwca 2014.
W Polsce serial jest emitowany od 6 marca 2015  przez Fox Polska.

## Fabuła
Serial opowiada o Barrym Al Fayeedzie, który w młodości opuścił fikcyjną krainę Abbudin na Bliskim Wschodzie. Jest młodszym synem dyktatora, a gdy po dwudziestu latach spędzonych w USA wraca do swojej ojczyzny na ślub bratanka, sprawy przybierają dramatyczny obrót poprzez zderzenie dwóch kultur, intryg rodzinnych oraz politycznych.

## Obsada

### Główna
- Adam Rayner jako Bassam "Barry" Al Fayeed[4]
- Jennifer Finnigan jako Molly Al Fayeed[5]
- Anne Winters jako Emma, córka Molly i Barry'ego
- Noah Silver jako Samy syn Molly i Barry'ego
- Ashraf Barhom jako Jamal Al Fayeed[6]
- Moran Atias jako Leila Al-Fayeed, żona Jamala[6]
- Justin Kirk jako John Tucker, amerykański dyplomata[7]
- Alice Krige jako Amira Al Fayeed, matka Bassama i Jamala[8]
- Fares Fares jako Fauzi Nadal
- Salim Daw jako Yussef
- Mehdi Dehbi jako Abdul
- Cameron Gharaee jako Ahmed Al Fayeed, syn Jamala[9]
- Sibylla Deen jako Nusrat Al Fayeed, żona Ahmeda[10]

### Drugoplanowe
- Raad Rawi jako generał Tariq Al Fayeed, wuj Bassama i Jamala
- Nasser Faris jako Khaled Al Fayeed
- Jordana Spiro jako Dany Tucker, żona Johna[11]
- Mor Polanuer jako Samira Nadal
- Oshrat Ingedashet jako Reema
- Mohammad Bakri jako Sheik Rashid
- Alexander Karim jako Ihab Rashid
- Waleed Elgadi jako Walid Rashid
- Wrenn Schmidt jako Jenna Olson, młodsza siostra Molly
- Leslie Hope jako Lea Exley
- Omar Maskati jako Murwan, student nawołujący do buntu przeciw rządowi[10]
- Keon Alexander[12]
- Melia Kreiling jako Daliyah[13]
- Annet Mahendru jako Nafisa Al-Qadi[14]

## Odcinki
| Sezon | Sezon | Odcinki | Oryginalna emisja | Oryginalna emisja | Oryginalna emisja | Oryginalna emisja | Oryginalna emisja |
| Sezon | Sezon | Odcinki | Premiera sezonu   | Finał sezonu      | Premiera sezonu   | Finał sezonu      |                   |
| ----- | ----- | ------- | ----------------- | ----------------- | ----------------- | ----------------- | ----------------- |
|       | 1     | 10      | 24 czerwca 2013   | 26 sierpnia 2014  | 6 marca 2015      | 8 maja 2015       |                   |
|       | 2     | 12      | 16 czerwca 2015   | 1 września 2015   | 21 kwietnia 2016  | 6 lipca 2016      |                   |
|       | 3     | 12      | 6 lipca 2016      | 7 września 2016   | nieemitowany      | nieemitowany      |                   |

## Produkcja
Sieć kablowa FX zamówiła pierwotnie jeden 10-odcinkowy sezon. Premiera miała miejsce 24 czerwca 2014.
19 września 2014 roku, stacja FX zamówiła 2 sezon.

8 września 2016 roku, stacja ogłosiła zakończenie produkcji serialu po 3 sezonie